# Гомельская губерния
Го́мельская губе́рния — бывшая губерния в составе РСФСР.
Образована 26 апреля 1919 года (решение утверждено постановлением НКВД от 11 июля 1919 г.) из упраздненной Могилёвской губернии с центром в г. Гомеле и в составе: 
|                           | Состав на 26 апреля 1919 г | Состав на 1 января 1920 г | Состав на 1 января 1922 г | Состав на 1 января 1924 г | Состав на 1 января 1926 г |
| ------------------------- | -------------------------- | ------------------------- | ------------------------- | ------------------------- | ------------------------- |
| быв. Могилёвская губерния | Быховский уезд             | Быховский уезд            | Быховский уезд            | -                         | -                         |
| быв. Могилёвская губерния | Гомельский уезд            | Гомельский уезд           | Гомельский уезд           | Гомельский уезд           | Гомельский уезд           |
| быв. Могилёвская губерния | Могилевский уезд           | Могилевский уезд          | Могилевский уезд          | Могилевский уезд          | -                         |
| быв. Могилёвская губерния | Рогачевский уезд           | Рогачевский уезд          | Рогачевский уезд          | Рогачевский уезд          | -                         |
| быв. Могилёвская губерния | Чаусский уезд              | Чаусский уезд             | Чаусский уезд             | -                         | -                         |
| быв. Могилёвская губерния | Чериковский уезд           | Чериковский уезд          | Чериковский уезд          | Чериковский уезд          | -                         |
| быв. Могилёвская губерния | Горецкий уезд              | Горецкий уезд             | Горецкий уезд             | -                         | -                         |
| быв. Могилёвская губерния | Климовический уезд         | Климовический уезд        | Климовический уезд        | Климовический уезд        | -                         |
| быв. Могилёвская губерния | Оршанский уезд             | Оршанский уезд            | -                         | -                         | -                         |
| Черниговская губерния     | Мглинский уезд             | Мглинский уезд            | Мглинский уезд            | -                         | -                         |
| Черниговская губерния     | Почепский уезд             | Почепский уезд            | Почепский уезд            | -                         | -                         |
| Черниговская губерния     | Новозыбковский уезд        | Новозыбковский уезд       | Новозыбковский уезд       | Новозыбковский уезд       | Новозыбковский уезд       |
| Черниговская губерния     | Стародубский уезд          | Стародубский уезд         | Стародубский уезд         | Стародубский уезд         | Стародубский уезд         |
| Черниговская губерния     | Суражский уезд             | Суражский уезд            | Клинцовский уезд          | Клинцовский уезд          | Клинцовский уезд          |
| Минская губерния          | Речицкий уезд              | Речицкий уезд             | Речицкий уезд             | Речицкий уезд             | Речицкий уезд             |
| Минская губерния          | -                          | Мозырьский уезд           | -                         | -                         | -                         |
| Минская губерния          | -                          | Борисовский уезд          | -                         | -                         | -                         |
| Минская губерния          | -                          | Бобруйский уезд           | -                         | -                         | -                         |
| Минская губерния          | -                          | Игуменский уезд           | -                         | -                         | -                         |

Постановлением НКВД от 19 августа 1919 г. к губернии были присоединены Мозырьский уезд и свободные части Борисовского, Бобруйского и Игуменского уездов Минской губернии.
Постановлением НКВД от 26 сентября 1919 г. волости Оршанского уезда; Лиознянская, Добромыслянская, Высочанская, Серокоротнянская - присоединены к Витебской губернии и уезду, а Любовичская, Микулинская, Руднянская и Хлыстовская - присоединены к Смоленской губернии и уезду.
Постановлением НКВД от 10 августа 1920 г. Мозырьский, Борисовский, Бобруйский и Игуменский уезды перечислены обратно к Минской губернии.
Постановлением ВЦИК и СНК от 18 ноября 1920 г. Оршанский уезд отошёл к Витебской губернии.
С 14 июля 1921 года Суражский уезд был переименован в Клинцовский уезд, в связи с перенесением уездного центра в г. Клинцы, на основании решения II съезда Советов, прошедшего 9 января 1919 г. в г. Сураже.
Суражский уисполком прекратил свою работу, а Клинцовский УИК был создан.
( Клинцовский ф. Р-1013, 1089 ед.хр., 1919-1929 гг. Суражский ф. Р-2079, 24 ед.хр., 1918-1922, 1928 гг.)
Постановлением ВЦИК от 4 мая 1922 года упразднены Мглинский и Чаусский уезды. Волости их составляющие, присоединены;  Чаусского уезда - Чернеевская, Сухаревская, Голеневская, Радомльская и Чаусская с г. Чаусы к Могилевскому уезду, Дрибинская, Городецкая и Рязненская к Горецкому уезду; Мглинского уезда - Романовичская, Балыкская и Шуматовская к Почепскому уезду; Павловичская, Костеничская, Нивнянская, и Мглинская с гор. Мглином к Клинцовскому (Суражскому) уезду. Определен состав Почепского уезда - волости: Алексеевская, Балыкская, Васьковичская, Воробеинская, Ивайтеновская, Котляковская, Краснослободская, Красногорская, Кульневская, Почепская, Романовичская, Старосельская и Шуматовская.
Постановлением ВЦИК от 27 июля 1922 г. Горецкий уезд, за исключением Ничипоровичской волости присоединенного к Могилевскому уезду, перечислен в состав Смоленской губернии.
Постановлением ВЦИК от 1 февраля 1923 г. упразднен Быховский уезд, составляющие его волости распределены по соседним уездам в следующем порядке; Грулинскую, Глуховскую, Городищенскую, Старо-Быховскую волости и город Быхов присоединили к Могилевскому уезду; Ново-Быховскую, Баханскую, Бычанскую и Чигиринскую волости к Рогачевскому уезду; Пропойскую, Долгомохскую волости к Чериковскому уезду.
Постановлением ВЦИК от 5 мая 1923 г. Почепский уезд целиком в существующих границах передан Брянской губернии.
Постановлением ВЦИК от 9 мая 1923 г. Надейковичскую и Шумячскую волости Климовического уезда перечислены в состав Смоленской губернии, включив их: первую - в состав Мстиславльского уезда, а вторую в состав Рославльского уезда. Северная часть Долговичской волости Климовического уезда передана Мстиславльскому уезду Смоленской губернии, при чем пограничными селениями, отходящими в состав Смоленской губернии, постановлено считать следующие: Мальковка, Долговичи, Старинка, Киселевка, Балакери и Суш, остающимися в составе Гомельской губернии - Коротки, Подкозелье, Петричи, Усполье, Островичи и Зеленая Дубрава. Селения Смоленской губернии Рославльского уезда: Борки (две), Васильевка, Малуновка, Барановка, Богдановка, Ольшовки (две), Кловец, Гавриловка и Ивановка, входящие в территорию Гомельской губернии, включены в состав Хотимской волости Климовического уезда.
Постановлением ВЦИК от 3 марта 1924 года переданы в Белорусскую ССР уезды: Могилевский, Рогачевский, Быховский, Климовичский, Чериковский, Чаусский и волости Речицкого уезда: Дерновичская, Мухаедовская, Наровлянская, Дудичская со ст. Калинковичи, Крюковичская (Савичская), Домановичская, Карповичская целиком и части волостей: Автютевичской, Прьевичской и Якимо-Слободской по границам деревень: Боровики, Шенейки, Какуевичи, Алексендровка, Маляе Автютевичи и деревня Домарка.
В декабре 1926 Гомельская губерния упразднена: Гомельский и Речицкий уезды присоединены к БССР, Клинцовский, Новозыбковский, Стародубский — к Брянской губернии РСФСР.